# Renting flexible
El renting flexible es una modalidad de alquiler operativo (Renting), a través del cual se alquilan bienes de equipo durante un plazo variable en el tiempo, a cambio del pago de una renta periódica durante el plazo en que se tenga la posesión del bien alquilado. Se formaliza mediante un contrato entre el arrendador y el arrendatario que, además, incluye una serie de servicios complementarios que se amoldan a las necesidades del segundo. En España no existe una regulación legal específica del renting, debiendo remitirse a lo que de forma general regula el Código Civil sobre el contrato de arrendamiento de bienes, y a lo que libremente dispongan las partes contratantes de la operación.
El renting flexible se diferencia de otras modalidades de alquiler, como el Leasing, fundamentalmente en la ausencia de pagos de penalizaciones por devolución anticipada del bien alquilado y a la posibilidad de variar la tipología de dicho bien durante la vigencia del contrato. Pero comparte otras características con el renting operativo, a saber:
- Es un servicio de tipo integral.
- Es ofrecido por entidades financieras y por compañías especializadas, así como por divisiones y filiales de los propios fabricantes de los bienes.
- Con la operación no se persigue la propiedad del bien sino solamente su disfrute.
- Puede aplicarse, en principio, a cualquier bien. Ahora bien, en la práctica, los bienes sobre los que se efectúan operaciones de renting por las peculiaridades de este producto son bienes con una obsolescencia tecnológica rápida, que precisan mantenimiento y que normalmente no forman parte de los procesos fundamentales ("core") de las empresas tanto en los aspectos productivos, administrativos, etc., sin que esta característica sea determinante. Ejemplos de estos productos serían: vehículos, equipos informáticos u ofimáticos.[3]

## Tratamiento Fiscal en España
El tratamiento fiscal de las cuotas pagadas por el arrendatario al arrendador en el renting flexible tiene exactamente el mismo tratamiento que en renting operativo sin opción de compra. Es decir, desde un punto de vista fiscal, las cuotas de renting flexible son gastos fiscalmente deducibles en el Impuesto de Sociedades. Sin embargo, el porcentaje que se puede incluir variará dependiendo del uso que se dé al bien arrendado. En los casos en los que sea totalmente necesario para el desarrollo del negocio, como por ejemplo un vehículo de una empresa de instalación de fibra óptica en los hogares, podrá llegar incluso al 100%.

## Renting Flexible de Vehículos
El renting flexible de vehículos permite el cambio de la tipología del vehículo en cualquier momento si las necesidades del usuario lo demandan, así como la posibilidad de su devolución anticipada, sin ningún tipo de penalización. La falta de atadura a plazo es la principal característica que lo diferencia del renting de vehículos a largo plazo y del leasing
Esta modalidad de renting para vehículos a cambio del pago de una cuota mensual pactada con el operador de renting incluye una serie de servicios: el uso del vehículo durante el periodo o los kilómetros contratados, el mantenimiento, el seguro a todo riesgo, los neumáticos, entre otros.
Por el contrario, esta modalidad de alquiler excluye: el pago de las multas de tráfico por infracciones que pueda cometer el usuario en la utilización del vehículo, las reparaciones por daños debidos al mal uso demostrado del vehículo o irresponsabilidades cometidas, la responsabilidad por conducción bajo los efectos del alcohol, estupefacientes u otras drogas, los daños que provengan del incumplimiento de las instrucciones especificadas por el fabricante o por la conducción o realización de prácticas temerarias, la limpieza del vehículo, los gastos de peaje y del combustible.

## Ventajas Económicas
Las principales ventajas del renting flexible son que éste permite un mayor control de costes, la reducción de riesgos y la posibilidad de centrar los recursos y el tiempo en las tareas productivas propias de la actividad económica de la empresa.
La opción del Renting libera recursos de tesorería que podrían ser más productivos invirtiendo en la propia actividad del negocio o en otras inversiones que tengan una depreciación menor que el valor de los vehículos.